# Gyrtona strenualis
Gyrtona strenualis är en fjärilsart som beskrevs av Walker 1863. Gyrtona strenualis ingår i släktet Gyrtona och familjen nattflyn. Inga underarter finns listade i Catalogue of Life.